# Ceryx hageni
Ceryx hageni är en fjärilsart som beskrevs av Adalbert Seitz. Ceryx hageni ingår i släktet Ceryx och familjen björnspinnare. Inga underarter finns listade i Catalogue of Life.